# Лёгкие крейсера типа «Новара»
Лёгкие крейсера типа «Новара» — тип крейсеров Военно-морских сил Австро-Венгрии времён Первой мировой войны. Построено 3 единицы: «Сайда», «Гельголанд» и «Новара». Наиболее совершенные лёгкие крейсера австро-венгерского флота.

## Классификация и наименование типа
Несмотря на то, что в некоторых источниках корабли данного типа классифицируются как лёгкие крейсера, в ВМС Австро-Венгрии они (наряду с крейсером «Адмирал Шпаун») официально именовались «быстроходными крейсерами» (Rapidkreuzer), что является эквивалентом британского класса крейсер-скаут. Кроме того, существует разноголосица и по названию типа. В одних источниках корабли объединяются с крейсером «Адмирал Шпаун» в один тип (Лёгкие крейсера типа «Адмирал Шпаун»), в то время как в других — выделяются в отдельный: Модифицированный «Адмирал Шпаун» (англ. «Modified Admiral Spaun»), Быстроходные крейсера типа «Гельголанд», Быстроходные крейсера типа «Сайда».

## История проектирования и особенности конструкции

### Проектирование и строительство
Развитие техники, в первую очередь, внедрение паротурбинных силовых установок, привело к рождению новых классов боевых кораблей, среди которых выделяются лёгкие крейсера, предназначенные как для действий при эскадрах в качестве разведчиков, так и для ведения самостоятельных действий поодиночке (действия на морских коммуникациях противника, набеговые операции) и в качестве лидеров флотилий эсминцев и миноносцев. Первым кораблем австро-венгерского флота, специально спроектированным для решения задач из числа вышеозвученных, стал крейсер «Адмирал Шпаун», заложенный в 1908 году, вошедший в строй в 1910-м и ставший первым крупным боевым кораблём флота двуединой монархии с паровыми турбинами в качестве главной энергетической установки. Несмотря на то, что к моменту своего появления по своим основным тактико-техническим характеристикам данный корабль был одним из лучших в мире в своём классе, в его проекте существовали и недостатки, к числу которых относилась сложная и ненадёжная силовая установка из шести турбин, работавших на четыре гребных винта. В 1910 году начались проектные разработки по созданию улучшенного варианта крейсера «Адмирал Шпаун» с упрощением турбинной установки: применением двух турбин вместо шести и сокращением числа винтов также до двух. Это позволило, наряду с повышением надёжности, сэкономить 52 тонны веса, которые были «потрачены» на укрепление корпуса и усиление артиллерийского вооружения. Рассматривалось несколько вариантов усиления артиллерии будущих крейсеров, в частности, возможность установки одного 150-мм орудия. Впоследствии предпочтение было отдано установке двух дополнительных 100-мм пушек, мотивируя это тем, что корабли данного типа должны были вступать в бой лишь с противником, имеющим более высокую скорость, то есть, с эсминцами и миноносцами, для борьбы с которыми данный калибр в то время был вполне приемлемым.
Три корабля улучшенного типа «Адмирал Шпаун» были заказаны согласно тому же бюджету, что и линкоры-дредноуты типа «Вирибус Унитис». В силу особенностей внутриполитического устройства Австро-Венгрии (с фактически раздельным существованием двух государств под властью общего монарха и ключевых министерств) при распределении заказов на постройку новых кораблей два из них должны были строиться на венгерских предприятиях, один — на австрийских (в случае с дредноутами типа «Вирибус Унитис» данное соотношение выглядело как один к трём). Крейсер «Новара» получил своё имя в честь победы австрийцев в 1849 году над сардинской армией, «Гельголанд» — в честь морского сражения у острова Гельголанд в 1864 году, «Сайда» — в честь взятия города Сайды (Сидона) австрийским десантом в 1840 году.

### Энергетическая установка
Крейсера «Гельголанд» и «Новара», строившиеся на венгерской верфи Ganz-Danubius, оснащались турбинами AEG-Curtiss, в то время как строившаяся на частной австрийской Cantiere Navale Triestino «Сайда» — Melms-Pfenniger. В ходе испытаний «Сайда» показала наихудшие результаты — мощность всего в 26 400 индикаторных сил вместо запланированных 29 000 и скорость в 26,747 узла вместо контрактных 27. Кроме того, как и в случае с «Адмиралом Шпауном», энергетическая установка «Сайды» часто давала сбои и отличалась крайней ненадёжностью. С другой стороны, крейсера «Новара» и «Гельголанд», строившиеся на венгерской верфи и оснащённые турбинами AEG, оказались вполне надёжными. На испытаниях «Гельголанд» развил максимальную мощность в 30 026 индикаторных сил и скорость в 27,3 узла. расчётная дальность плавания крейсеров составляла 1600 миль на 24 узлах или 860 миль на 27 узлах.

### Вооружение
Артиллерийское вооружение крейсеров состояло из девяти 100-мм орудий в щитовых установках 10-cm L/50 K11 производства чешской фирмы «Шкода» в Пльзене: одно в диаметральной плоскости корабля перед боевой рубкой, остальные — побортно. Орудия обслуживал 9-футовый дальномер британской фирмы Barr and Stroud. Для совместных действий с эсминцами корабли получили мощное торпедное вооружение: три двухтрубных торпедных аппарата калибра 450 мм. В ходе достройки на «Новаре» и «Гельголанде» кормовой двухтрубный аппарат заменили таким же, но калибра 533 мм. В 1917 году, так же, как и в случае с их предшественником — «Адмиралом Шпауном», планировалось перевооружить корабли, заменив два 100-мм орудия на юте и три 100-мм орудия на баке на 2 150-мм 50-калиберных, но эти планы реализованы не были. В целях обеспечения противовоздушной обороны в том же году было добавлено одно 66-мм 50-калиберное зенитное орудие. В сентябре 1915 года на «Гельголанде» и «Новаре» бортовые торпедные аппараты были заменены на 533-мм. На всех кораблях также имелось 47-мм салютное орудие, в случае необходимости используемое в качестве десантной пушки.

### Бронирование
Бронирование кораблей соответствовало выполняемому ими кругу задач и отличалось сравнительной лёгкостью. Броневую цитадель образовывали 60-мм пояс, траверзы такой же толщины и 20-мм броневая палуба, плоская по форме и опиравшаяся на верхнюю кромку пояса. В оконечностях пояс отсутствовал, защиту обеспечивала лишь 20-мм палуба ниже ватерлинии. Боевая рубка защищалась крупповской нецементированной бронёй толщиной 50 мм. Щиты орудий ГК, коробчатые по форме, защищались 40-мм лобовой плитой и 8-мм боковыми плитами и крышей. Элеваторы подачи боезапаса орудий и коммуникационная труба из рубки получили противоосколочную защиту.

## Служба
С началом Первой мировой войны все три крейсера активно участвовали в боевых действиях на Адриатике. После распада Австро-Венгрии 31 октября 1918 года распоряжением императора Карла корабли флота бывшей двуединой монархии передавались в распоряжение флота нового государства — Королевства сербов, хорватов и словенцев. Однако, после прибытия в австрийские порты боевых кораблей стран Антанты и их союзников югославские флаги были спущены. По решению, принятому на Парижской мирной конференции, «Сайда» и «Гельголанд» передавались Королевским ВМС Италии, а «Новара» — ВМС Франции. В различных качествах корабли прослужили до конца 1930-х — начала 1940-х, после чего были проданы на слом.
«Новара» — заложен 9 декабря 1912 г., спущен 15 февраля 1913 г., вошёл в строй 10 января 1915 г.
«Сайда» — заложен 9 сентября 1911 г., спущен 26 октября 1912 г., вошёл в строй 1 августа 1914 г.
«Гельголанд» — заложен 28 октября 1911 г., спущен 23 ноября 1912 г., вошёл в строй 29 августа 1914 г.

## Список кораблей типа[3]
| Название                     | Название в период постройки  | Верфь-строитель                        | Закладка        | Спуск на воду   | Принятие на вооружение | Вывод из состава флота/гибель        | Судьба                                              |
| ---------------------------- | ---------------------------- | -------------------------------------- | --------------- | --------------- | ---------------------- | ------------------------------------ | --------------------------------------------------- |
| SMS Saida («Сайда»)          | Kreuzer G, Ersatz Frundsberg | Cantiere Navale Triestino, Монфальконе | 9 сентября 1911 | 26 октября 1912 | 1 августа 1914         | 31 октября 1918 (ВМС Австро-Венгрии) | Передан Италии («Венеция»), в 1937 продан на слом   |
| SMS Helgoland («Гельголанд») | Kreuzer H, Ersatz Aurora     | Ganz-Danubius, Фиуме                   | 28 октября 1911 | 23 ноября 1912  | 29 августа 1914        | 31 октября 1918 (ВМС Австро-Венгрии) | Передан Италии («Бриндизи»), в 1937 продан на слом  |
| SMS Novara («Новара»)        | Kreuzer I, Ersatz Zrinyi     | Ganz-Danubius, Фиуме                   | 9 декабря 1912  | 15 февраля 1913 | 10 января 1915         | 1 ноября 1918 (ВМС Австро-Венгрии)   | Передан Франции («Тионвиль»), в 1941 продан на слом |